# Délétion
La délétion (symbole: Δ) est une mutation génétique caractérisée par la perte de matériel génétique sur un chromosome. 
La taille des délétions varie (d'une paire de bases à toute une région chromosomique) et les délétions peuvent survenir n'importe où sur le chromosome. 
Les grandes délétions peuvent résulter d'erreurs d'enjambement lors de la méiose, d'un enjambement inégal (crossing-over inégal), d'une cassure sans réparation ou de pertes associées à un chromosome dérivé d'une translocation. 
Les petites délétions (de quelques nucléotides) peuvent être la conséquence d'erreur lors de la réplication de l'ADN par l'ADN polymérase réplicative.
Les petites délétions intragéniques de quelques bases nucléiques peuvent affecter un gène en décalant le cadre de lecture ou en provoquant la perte d’une partie du gène aboutissant à une perte de fonction du gène. 
Les délétions importantes peuvent provoquer la perte de plusieurs gènes contigus contenus dans la région impliquée. 
Selon le nombre de gènes délétés, la fonction des gènes et leur degré d'haplo-insuffisance (en), les délétions peuvent être la cause de maladies génétiques plus ou moins sévères. 
Certaines délétions sont létales et entraînent la mort de l'embryon ou du fœtus pendant le développement embryonnaire.
Lorsqu'on compare des séquences biologiques entre elles, on utilise parfois la terminologie "indel" pour désigner collectivement les insertions et les délétions de nucléotides ou d'acides aminés nécessaires pour réaliser l'alignement des séquences.
Avec les mutations et les insertions, les délétions sont l'un des mécanismes importants de l'évolution moléculaire des génomes.

## Microdélétion
En génétique humaine, on appelle microdélétion une délétion contenant moins de 4 millions de paires de bases. 
Le génome humain étant constitué d'environ 3 milliards de paires de bases, qui forment l'ensemble des chromosomes, ce type de petite délétion n'est pas visible sur un caryotype. 

### Pathologies en relation avec la microdélétion
- Microdélétion 22q11
- Microdélétion 9q22.3
- Syndrome de Williams